# All You Need Is Love
All You Need Is Love – piosenka zespołu The Beatles wydana na singlu w 1967 roku. Utwór napisał John Lennon, a autorstwo przypisano duetowi  Lennon/McCartney. 

Utwór stał się hymnem hippisów.
Magazyn Rolling Stone umieścił utwór na 362. miejscu listy 500 utworów wszech czasów.
Utwór rozpoczyna się pierwszymi taktami Marsylianki.